# Holmside
Holmside – wieś w Anglii, w hrabstwie Durham. Leży 9 km na północny zachód od miasta Durham i 384 km na północ od Londynu.